# Japan Soccer League 1966
La stagione 1966 è stata la seconda edizione della Japan Soccer League, massimo livello del campionato giapponese di calcio.

## Avvenimenti

### Antefatti
Tra le novità regolamentari della seconda stagione del campionato vi fu l'abolizione dell'uso delle maglie bianche per le squadre che giocavano i match in casa, nonché la possibilità di organizzare gare anche in notturna (consuetudine inaugurata in occasione del match del 22 aprile tra Hitachi e Toyoda Automated Loom Works).

### Il campionato
La competizione prese il via il 10 aprile: pur riportando la loro prima sconfitta in Japan Soccer League dopo oltre un anno di imbattibilità, il Toyo Kogyo riuscì ad ottenere immediatamente il comando della classifica, grazie anche alla vittoria nello scontro diretto con i rivali dello Yawata Steel. Subito dopo il giro di boa il Toyo Kogyo confermò il rendimento del girone d'andata gestendo il vantaggio nei confronti dello Yawata Steel ed ottenendo il secondo titolo consecutivo di campione del Giappone.
Per quanto riguarda la bagarre per la qualificazione in Coppa dell'Imperatore, un evidente calo di rendimento dell'Hitachi nel girone di ritorno lasciò il via libera al Mitsubishi Heavy Industries, cui bastò confermare l'andamento del girone di andata per ottenere la sua prima qualificazione al torneo nazionale. I playoff interdivisionali videro affrontarsi le stesse squadre della stagione precedente: mentre lo Yanmar Diesel riuscì a salvarsi segnando un solo gol all'Urawa Club, il Nagoya Bank fu costretto al declassamento a causa di due sconfitte di misura contro il Nippon Kokan.

## Squadre

### Profili
| Club partecipanti   | Club partecipanti | Città      | Stagione 1965             |
| ------------------- | ----------------- | ---------- | ------------------------- |
| Furukawa Electric   | dettagli          | Yokohama   | 3° in Japan Soccer League |
| Hitachi Head Office | dettagli          | Koganei    | 4° in Japan Soccer League |
| Mitsubishi HI       | dettagli          | Tokyo      | 5° in Japan Soccer League |
| Nagoya Bank         | dettagli          | Nagoya     | 8° in Japan Soccer League |
| Toyo Kogyo          | dettagli          | Hiroshima  | Campione del Giappone     |
| Toyoda ALW          | dettagli          | Kariya     | 6° in Japan Soccer League |
| Yanmar Diesel       | dettagli          | Osaka      | 7° in Japan Soccer League |
| Nippon Steel        | dettagli          | Kitakyūshū | 2° in Japan Soccer League |

### Allenatori
| Club                | Allenatore          |
| ------------------- | ------------------- |
| Furukawa Electric   | Masao Uchino        |
| Hitachi Head Office | Masayoshi Miyazaki  |
| Mitsubishi HI       | Tomohiko Ikoma      |
| Nagoya Bank         | Yuki Matsuzaka      |
| Toyo Kogyo          | Yukio Shimomura     |
| Toyoda ALW          | Hisashi Yamamoto    |
| Yanmar Diesel       | Yoshiaki Furukawa   |
| Nippon Steel        | Tadashige Teranishi |

## Classifica finale
|                     | Pos. | Squadra             | Pt | G  | V  | N | P  | GF | GS | DR  |
| ------------------- | ---- | ------------------- | -- | -- | -- | - | -- | -- | -- | --- |
| Giappone (bandiera) | 1.   | Toyo Kogyo          | 25 | 14 | 12 | 1 | 1  | 43 | 6  | +37 |
|                     | 2.   | Nippon Steel        | 21 | 14 | 10 | 1 | 3  | 33 | 16 | +17 |
|                     | 3.   | Furukawa Electric   | 20 | 14 | 9  | 2 | 3  | 30 | 17 | +13 |
|                     | 4.   | Mitsubishi HI       | 18 | 14 | 8  | 2 | 4  | 24 | 24 | 0   |
|                     | 5.   | Hitachi Head Office | 13 | 14 | 5  | 3 | 6  | 24 | 28 | -4  |
|                     | 6.   | Toyoda ALW          | 7  | 14 | 2  | 3 | 9  | 10 | 29 | -19 |
|                     | 7.   | Nagoya Bank         | 4  | 14 | 2  | 0 | 12 | 12 | 34 | -22 |
|                     | 8.   | Yanmar Diesel       | 4  | 14 | 1  | 2 | 11 | 7  | 29 | -22 |

Legenda:

      Campione del Giappone e ammessa in Coppa dell'Imperatore 1966

      Ammesse in Coppa dell'Imperatore 1966

      Retrocesse nei campionati regionali

Note:
Due punti a vittoria, uno a pareggio, zero a sconfitta.

## Risultati

### Tabellone
|                     | Toy  | Yaw  | Fur  | MHI  | Hit  | Tal  | Nag  | Yan  |
| ------------------- | ---- | ---- | ---- | ---- | ---- | ---- | ---- | ---- |
| Toyo Kogyo          | –––– | 3-0  | 2-0  | 1-0  | 2-3  | 1-0  | 5-0  | 2-0  |
| Yawata Steel        | 1-2  | –––– | 4-2  | 2-2  | 2-1  | 2-0  | 2-1  | 3-0  |
| Furukawa Electric   | 0-0  | 1-3  | –––– | 3-2  | 3-0  | 2-1  | 2-1  | 2-1  |
| Mitsubishi HI       | 0-4  | 1-1  | 2-3  | –––– | 4-0  | 4-0  | 4-1  | 6-1  |
| Hitachi Head Office | 1-5  | 1-2  | 0-2  | 2-2  | –––– | 1-1  | 4-0  | 1-1  |
| Toyoda ALW          | 0-8  | 0-3  | 2-2  | 0-3  | 1-2  | –––– | 0-1  | 0-0  |
| Nagoya Bank         | 1-3  | 1-2  | 0-3  | 1-3  | 1-3  | 1-2  | –––– | 3-2  |
| Yanmar Diesel       | 0-2  | 0-3  | 0-3  | 0-2  | 0-4  | 1-2  | 1-0  | –––– |

### Spareggi promozione/salvezza
|               |     |               | Città e data              |
| ------------- | --- | ------------- | ------------------------- |
| Yanmar Diesel | 1-0 | Urawa Club    | Kōbe, 23 novembre 1966    |
| Nagoya Bank   | 2-3 | Nippon Kokan  | Nagoya, 28 novembre 1966  |
|               |     |               |                           |
| Urawa Club    | 0-0 | Yanmar Diesel | Ōmiya, 27 novembre 1966   |
| Nippon Kokan  | 2-1 | Nagoya Bank   | Yokohama, 4 dicembre 1966 |

## Statistiche

### Classifiche di rendimento
| \| Andata \| Andata \| Ritorno \| Ritorno \| \| \| \| \| \| \| Toyo Kogyo \| 12 \| Toyo Kogyo \| 13 \| \| Yawata Steel \| 11 \| Furukawa Electric \| 10 \| \| Furukawa Electric \| 10 \| Yawata Steel \| 10 \| \| Hitachi Head Office \| 10 \| Mitsubishi HI \| 9 \| \| Mitsubishi HI \| 9 \| Toyoda ALW \| 5 \| \| Nagoya Bank \| 4 \| Hitachi Head Office \| 4 \| \| Yanmar Diesel \| 2 \| Yanmar Diesel \| 2 \| \| Toyoda ALW \| 2 \| Nagoya Bank \| 2 \| |        |                     |         |
| Andata | Andata | Ritorno             | Ritorno |
| |        |                     |         |
| Toyo Kogyo | 12     | Toyo Kogyo          | 13      |
| Yawata Steel | 11     | Furukawa Electric   | 10      |
| Furukawa Electric | 10     | Yawata Steel        | 10      |
| Hitachi Head Office | 10     | Mitsubishi HI       | 9       |
| Mitsubishi HI | 9      | Toyoda ALW          | 5       |
| Nagoya Bank | 4      | Hitachi Head Office | 4       |
| Yanmar Diesel | 2      | Yanmar Diesel       | 2       |
| Toyoda ALW | 2      | Nagoya Bank         | 2       |

### Primati stagionali
| Record - Maggior numero di vittorie: Toyo Kogyo (12) - Minor numero di sconfitte: Toyo Kogyo (1) - Miglior attacco: Toyo Kogyo (43) - Miglior difesa: Toyo Kogyo (6) - Miglior differenza reti: Toyo Kogyo (+37) - Maggior numero di pareggi: Hitachi Head Office e Toyoda ALW (3) - Minor numero di pareggi: Nagoya Bank (0) - Maggior numero di sconfitte: Nagoya Bank (12) - Minor numero di vittorie: Yanmar Diesel (1) - Peggior attacco: Yanmar Diesel (7) - Peggior difesa: Nagoya Bank (34) - Peggior differenza reti: Nagoya Bank e Yanmar Diesel (-22) |

### Classifica marcatori
| Gol |  |  | Giocatore        | Squadra       |
| --- |  |  | ---------------- | ------------- |
| 14  |  |  | Aritatsu Ogi     | Toyo Kogyo    |
| 11  |  |  | Ryūichi Sugiyama | Mitsubishi HI |
| 11  |  |  | Teruki Miyamoto  | Nippon Steel  |
| 9   |  |  | Takayuki Kuwata  | Toyo Kogyo    |
| 8   |  |  | Ryuzo Okamitsu   | Toyo Kogyo    |